# Neogryllopsis capricornis
Neogryllopsis capricornis är en insektsart som beskrevs av Otte, D., Toms och Cade 1988. Neogryllopsis capricornis ingår i släktet Neogryllopsis och familjen syrsor. Inga underarter finns listade i Catalogue of Life.